# Monsonia senegalensis
Monsonia senegalensis är en näveväxtart som beskrevs av Jean Baptiste Antoine Guillemin och Perr.. Monsonia senegalensis ingår i släktet hottentottnävor, och familjen näveväxter. Inga underarter finns listade i Catalogue of Life.